# Paul Oskar Höcker

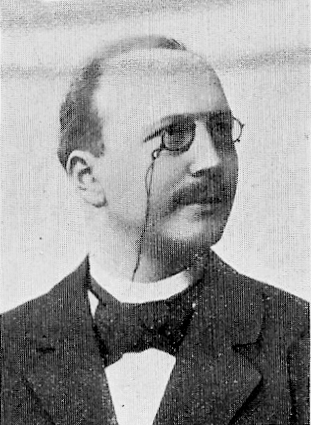
Paul Oskar Höcker

Paul Emil Oskar Höcker (* 7. Dezember 1865 in Meiningen; † 6. Mai 1944 in Rastatt) war ein deutscher Redakteur und Schriftsteller.

## Leben
Paul Oskar Höcker wurde als dritter Sohn des Schriftstellers und Schauspielers Oskar Höcker in Meiningen geboren. Bedingt durch die Engagements seines Vaters verbrachte Höcker seine Kindheit in Karlsruhe. Mit 19 Jahren wechselte er 1884 nach Berlin und legte dort das Abitur ab.
Noch im selben Jahr immatrikulierte sich Höcker an der Hochschule für Musik und studierte bis 1888 Kompositionslehre. Von 1888 bis 1889 leistete er seinen Militärdienst als Einjährig-Freiwilliger und heiratete 1893 Margarete Linke.
1908 ließ er sich von der Architektin Emilie Winkelmann ein Haus in Westend im Landhausstil in der Lindenallee 21 errichten und 1928–1929 ein weiteres von Alfred Gellhorn in der nahegelegenen Nussbaumallee 8. Den zugehörigen Garten gestaltete der Landschaftsarchitekt Gustav Allinger.
Am Anfang des 20. Jahrhunderts verfasste er einige Lederstrumpf-Erzählungen im Stil von James Fenimore Cooper für die Jugend. Im Ersten Weltkrieg war er als Hauptmann der Landwehr an der Westfront im Einsatz. Zwischen 1914 und 1918 fungierte er als Herausgeber der Liller Kriegszeitung und veröffentlichte seine Kriegserlebnisse 1914 unter dem Titel An der Spitze meiner Kompagnie. Drei Monate Kriegserlebnisse (in den Ullstein-Kriegsbüchern) und 1917 unter dem Titel Ein Liller Roman.
Paul Oskar Höcker verfasste Lustspiele, Kriminalromane, Unterhaltungsromane, historische Romane und auch etliche Jugenderzählungen. Er galt als Vielschreiber, war überaus erfolgreich und einige seiner Romane wurden verfilmt. Er ist Vater von Thea Höcker und der Musikerin und Schriftstellerin Karla Höcker.

## Todesurteil für ein Kriegsverbrechen
Höcker wurde im Oktober 1925 von einem belgischen Kriegsgericht in Lüttich in Abwesenheit zum Tode verurteilt. Ihm wurde vorgeworfen, er habe am 18. August 1914 in Moresnet den Landwirt Wilhelm Schmeetz erschießen lassen, weil in dessen Haus ein Flobert-Gewehr an der Wand hing. Nach Höckers Darstellung hatte man den Franktireur im Dachboden unter Stroh versteckt mit geladener Waffe in der Hand aufgefunden und sofort an die Wand stellen lassen. 
Die deutsche Presse sprach von einem Schandurteil. 
Höcker reagierte in einem Kommentar im Berliner Lokal-Anzeiger:
„Ich weiß, daß unserer durch den Schandvertrag von Versailles geknebelten Reichsregierung die Mittel fehlen, das Lütticher Kriegsgerichtsurteil zu zwingen, sein auf Lüge, Entstellung und feiger Rachsucht beruhendes ,Urteil‘ zu kassieren. Mag es also der gebührenden Lächerlichkeit preisgegeben sein. Unserer Jugend aber soll es in den Ohren klingen: Ein deutscher Bürger, ein der Kunst zugewandter Mann, der friedlich in seiner Arbeitsstube und seinem Gärtchen lebte, der Politik stets fern, der aber als fast Fünfzigjähriger selbstverständlich zur Fahne eilte, als das Vaterland rief, der im Felde ehrlich seine Pflicht tat, nichts als seine Pflicht, er darf hinterher von einem feindlichen ,Kriegsgericht‘, das ihn nie gesehen, nie gehört, in so unverschämter Weise angepöbelt werden! Sorgt ihr dafür, daß die Burschen da draußen wieder den Respekt kriegen, den sie vor Bismarcks Kürassierstiefelspitze hatten! Durch Katzbuckeln erreicht ihr’s nicht!“
Ein Ermittlungsverfahren zum selben Tatbestand wurde in Deutschland 1926 eingestellt, was die Prager Zeitung Sozialdemokrat so kommentierte:
„Mag sein, daß Herr Höcker, der Landsturmmann, ,zu Recht‘ diesen ,jungen Burschen‘ ins Jenseits befördert hat. Ein zwingender Grund war sicherlich nicht vorhanden; denn der Bengel stand ja nicht im Kampf, und schließlich war er der Meinung, man müsse einer Völkerrechtswidrigkeit, wie sie der deutsche Einmarsch in Belgien nun einmal darstellt, mit allen Mitteln bekämpfen. Aber was kümmert das einen blutdürstigen Landsturmmann und einen Oberreichsanwalt?“

## Verhältnis zum NS-Regime
Nach der Machtübernahme der Nationalsozialisten gehörte Höcker zu den 88 Schriftstellern, die im Oktober 1933 das Gelöbnis treuester Gefolgschaft für Adolf Hitler unterzeichneten. In der Zeit des Nationalsozialismus versuchte Höcker, durch Anbiederung an das System erfolgreich zu sein; sein „nationalistischer Kitsch aus den Federn der die Nationale Revolution verwässernden Gleichschaltlinge, Konjunkturritter und Mitläufer (wie etwa Paul Oskar Höcker)“ missfiel der „Staatlichen Landesfachstelle für Volksbüchereien Sachsen“ so sehr, dass sie Höcker 1935 namentlich in den Richtlinien für eine Bestandsprüfung erwähnte. Letztendlich scheint Höcker aber einer dezidierten Indizierung entgangen zu sein. Zur Feier seines 70. Geburtstags ließ ihm Hitler seine Grüße überbringen, und die gleichgeschaltete Presse ließ ihm bis zu seinem Tod freundliche Würdigungen zuteilwerden. Seine 1940 erschienene Autobiografie mit dem bezeichnenden Titel Gottgesandte Wechselwinde wurde 1948 in der Sowjetischen Besatzungszone auf die Liste der auszusondernden Literatur gesetzt.

## Werk (Auswahl)
- Geldheiraten. (Roman) Hillger, Berlin et al. 1897.
- Argusaugen. (Roman) Hillger, Berlin et al. 1898.
- Vor dem Kriegsgericht. (Kriminalroman) Hillger, Berlin et al. 1900.
- Frühlingsstürme. (Roman) Engelhorn, Stuttgart 1904.
- s Zeller Trautl. Berlin, Eisenach, Leipzig: Hermann Hillger Verlag. = Kürschners Bücherschatz 340.
- Die Sonne von St. Moritz (Roman), Ullstein & Co 1910.
- Lebende Bilder. (Roman) Engelhorn, Stuttgart 1911.
- Das goldene Schiff. (Roman) Engelhorn, Stuttgart 1911.
- Kleine Mama. (Roman) Ullstein, Berlin 1913.
- Musikstudenten. (Roman) Engelhorn, Stuttgart 1913.
- Der ungekrönte König. (Roman) Engelhorn, Stuttgart 1913.
- An der Spitze meiner Kompagnie. Drei Monate Kriegserlebnisse. (Ullstein-Kriegsbücher) Ullstein, Berlin 1914.
- Die indische Tänzerin. (Roman) Engelhorn, Stuttgart 1914.
- Das Volk in Waffen. Vaterländisches Liederspiel in 4 Bildern. Ullstein, Berlin 1914.
- Die junge Exzellenz. (Roman) Ullstein, Berlin 1915.
- Zwischen den Zeilen. Ein Roman in Briefen. Engelhorn, Stuttgart 1916.
- Ein Liller Roman, Ullstein  Co., Berlin 1917.
- Die lachende Maske. (Roman) Engelhorn, Stuttgart 1917.
- Die Stadt in Ketten. Ein neuer Liller Roman. Ullstein, Berlin 1918.
- Das glückliche Eiland. Ullstein, Berlin 1919.
- Kinderzeit. Erinnerungen. Ullstein, Berlin 1919. FU Berlin
- Fasching. (Roman) Ullstein, Berlin 1920.
- Der Held des Abends. (Roman) Scherl, Berlin 1921.
- Don Juans Frau. (Roman) Engelhorn, Stuttgart 1921.
- Der Mann von der Straße. (Roman) Ullstein, Berlin 1922.
- Heimatlust. Ein Roman aus der alten Potsdamer Geheimratswelt. Ullstein, Berlin 1922.
- Wie Schorschel Bopfinger auf Abwege geriet. (Geschichten) Engelhorn, Stuttgart 1922.
- Die blonde Gefahr. (Roman) Ullstein, Berlin 1923.
- Die kleine Tutt und ihre Liebhaber. (Roman) Ullstein, Berlin 1923.
- Finnland. Velhagen & Klasing, Bielefeld / Leipzig 1923.
- Modell Sirene. (Roman) Scherl, Berlin 1925.
- Dicks Erziehung zum Gentleman. (Roman) Scherl, Berlin 1925.
- Die Frau am Quell. Der Roman einer Tänzerin. Scherl, Berlin 1926.
- Im Hintergrund der schöne Fritz. (Roman) Ullstein, Berlin 1928.
- Die Sonne von St. Moritz. (Roman) Ullstein, Berlin 1928.
- Wirbelsturm auf Kuba. (Roman) Scherl, Berlin 1928.
- Die Meisterspionin. (Roman) Scherl, Berlin 1929.
- Wintersport. Velhagen & Klasing, Bielefeld / Leipzig 1929.
- Der Preisgekrönte. (Roman) Ullstein, Berlin 1930.
- Die sieben Stufen. (Roman) Scherl, Berlin 1930.
- Den Dritten heirat' ich einmal. (Roman) Scherl, Berlin 1931.
- Dina und der kleine Herzog. (Roman) Scherl, Berlin 1932.
- Bettina auf der Schaukel. (Roman) Scherl, Berlin 1934.
- Die reizendste Frau - außer Johanna. Roman aus der Zeit Bismarcks. Scherl, Berlin 1935.
- Die Zietenhusaren. Roman aus der Zeit Friedrichs des Großen. Scherl, Berlin 1936.
- Königin von Hamburg. (Roman) Scherl, Berlin 1937.
- Ich liebe dich. Ein Grieg-Roman. Scherl, Berlin 1940.
- Gottgesandte Wechselwinde. Lebenserinnerungen eines Fünfundsiebzigjährigen. Velhagen & Klasing, Bielefeld / Leipzig 1940. FU Berlin
- Schloßmusik auf Favorite. Scherl, Berlin 1943.